# Smetannik

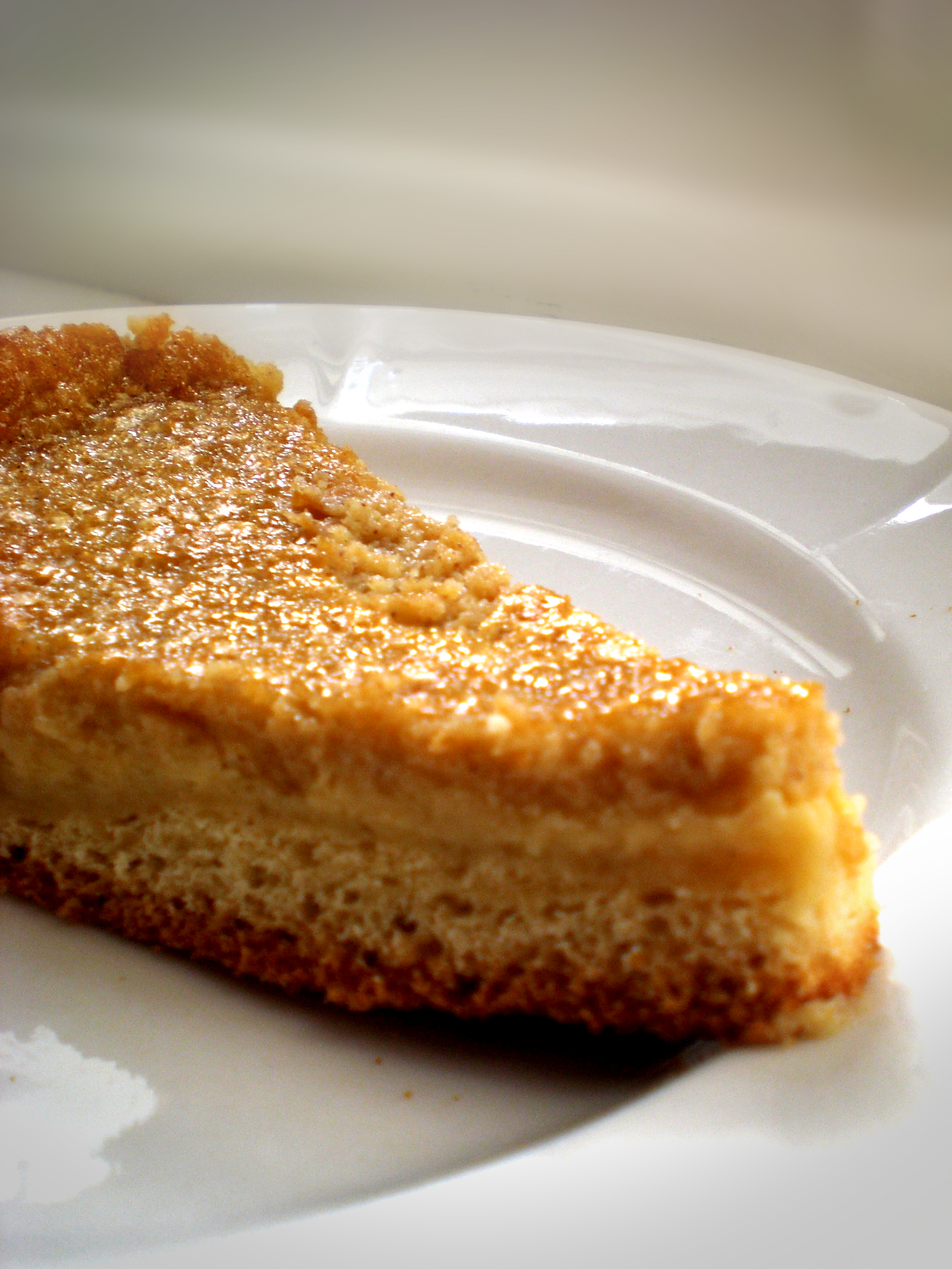
Part de smetannik.

Le smetannik (en russe : сметанник ; prononcé et parfois orthographié smiétanik),  est un dessert russe qui se présente comme un gâteau à la crème à l'aspect dense, doré et sucré. La crème utilisée est parfois présentée comme étant de la crème fraîche. En réalité, la recette typique utilise de la crème fraîche aigre,, appelée smetana. 
La recette comprend également de la confiture de cerises, de framboises,, voire de mûres, et d'autres ingrédients tels que cannelle, amandes, ou encore écorce de citron.
La tarte ainsi obtenue est considérée comme particulièrement savoureuse. Le smetannik est d'ailleurs un des desserts favoris de la cuisine russe. Il apparaît en particulier dans le plus célèbre livre de cuisine russe du XIXe siècle et du début du XXe siècle, Cadeau aux jeunes maîtresses de maison, d'Elena Molokhovets.